# Jerson Cabral
Jerson Cabral (Rotterdam, 3 gennaio 1991) è un calciatore olandese con cittadinanza capoverdiana, attaccante del Volendam.

## Carriera

### Club
Cresciuto nel Feyenoord e dopo aver giocato 52 partite e segnato 8 gol con il club di Rotterdam, il 31 agosto 2012 si trasferisce al Twente nello scambio che ha portato Wesley Verhoek al Feyenoord più 1,6 milioni di euro. Nell'estate del 2013, dopo sole 9 presenze, passa in prestito all'ADO Den Haag e la stagione seguente al Willem II.

### Nazionale
Ha giocato nelle nazionali giovanili olandesi Under-17, Under-19 ed Under-21.

## Palmarès

### Club

#### Competizioni nazionali
- Eerste Divisie: 1

Volendam: 2024-2025